# 伊予鉄トラベル
株式会社伊予鉄トラベル（いよてつトラベル）は、松山市に本社を置く伊予鉄グループの旅行会社である。旅行業第一種の認可を受け、個人・団体向けの国内・海外の受注旅行や募集旅行、順拝ツアーを取り扱うほか、伊予鉄道・伊予鉄バスの乗車券類も販売している。

## 沿革
- 1950年（昭和25年）11月 ：四国日野ヂーゼル販売株式会社（現 愛媛日野自動車）の旅行部門として創業。
- 1970年（昭和45年）9月10日 ：株式会社伊予鉄観光社設立。
- 1982年（昭和57年）7月1日 ：株式会社伊予鉄愛媛新聞観光社へ改称。
- 2003年（平成15年）7月 ：伊予鉄道（現 伊予鉄グループ）から旅行業および貸切バス営業業務を移管統合。「いよてつ海外トラベルセンター」「いよてつ国内トラベルセンター」「いよてつ東京トラベル」「いよてつ九州トラベル」を開設。
- 2006年（平成18年）
  - 11月：「いよてつ東京トラベル」「いよてつ九州トラベル」の業務を伊予鉄道へ返還。
  - 12月：貸切バス営業部門を伊予鉄道へ返還。株式会社愛媛新聞社の出資解消に伴い、愛媛新聞社内営業所を返還。
- 2007年（平成19年）
  - 1月：株式会社伊予鉄トラベルに社名変更。
  - 7月：「いよてつ海外トラベルセンター」「いよてつ国内トラベルセンター」を本社営業所に統合。伊予鉄道本社ビル1階に「いよてつ順拝センター」を設置。
- 2015年（平成27年）4月1日：本社営業所をまつちかタウン内に移転し、リニューアルオープン。旧本社営業所は大街道営業所へ改称。[1]
- 2021年（令和3年）
  - 順拝用品販売業務が伊予鉄不動産から移管される。
  - 12月17日：まつちかカウンターの業務を大街道営業所に移転。
- 2024年（令和6年）
  - 1月4日：本社営業所を伊予鉄グループ本社ビル5階に移転。[2]

## 営業所

### 本社営業所
- 松山市湊町4丁目4-1　伊予鉄本社ビル5階

### 大街道営業所
- 松山市一番町2丁目6-12　伊予鉄一番町ビル1階

### まつちかお遍路ショップ
- 松山市湊町5丁目1-1　まつちかタウン内